# Амарилья, Луис
Луис Антонио Амарилья Ленсина (исп. Luis Antonio Amarilla Lencina; род. 25 августа 1995, Арегуа, Сентраль, Парагвай) — парагвайский футболист, нападающий клуба «Масатлан» и сборной Парагвая.

## Клубная карьера
Амарилья — воспитанник клуба «Либертад». 13 октября 2013 года в матче против столичного «Насьоналя» он дебютировал в парагвайской Примере, заменив в конце второго тайма Бриана Монтенегро. Проведя осень 2014 года в аренде в «3 февраля», весной 2014 года Луис стал чемпионом Парагвая с «Либертадом». В 2016 году Амарилья был арендован «Соль де Америка». 3 марта в матче против «Спортиво Лукеньо» он дебютировал за новую команду. 25 ноября в поединке против «Рубио Нью» Луис забил свой первый гол за «Соль де Америка».
Зимой 2017 года Амарилья отправился в аренду аргентинский «Велес Сарсфилд». 29 октября в матче против «Химнасия Ла-Плата» он дебютировал в аргентинской Примере. 27 января 2018 года в поединке против «Дефенса и Хустисия» Луис забил свой первый гол за «Велес Сарсфилд».
В феврале 2019 года Амарилья присоединился на правах аренды к эквадорскому «Универсидад Католика». 11 февраля в матче против «Текнико Университарио» он дебютировал в эквадорской Серии A. В этом же поединке Луис сделал дубль, забив свои первые голы за Универсидад Католика. По итогам сезона 2019 он стал лучшим бомбардиром чемпионата Эквадора, забив 19 мячей.
28 января 2020 года Амарилья был взят в аренду клубом MLS «Миннесота Юнайтед» на 12 месяцев с опцией выкупа. Свой дебют в главной лиге США, 1 марта в матче стартового тура сезона 2020 против «Портленд Тимберс», он отметил голом. Концовку сезона он пропустил из-за травмы лодыжки. По окончании сезона 2020 «Миннесота Юнайтед» попыталась сохранить Амарилью.
В январе 2021 года Амарилья вернулся в Эквадор, отправившись в аренду в ЛДУ Кито на один сезон с опцией выкупа. 3 апреля в матче против «Мушук Руна» он дебютировал за новую команду. 18 апреля в поединке против «Гуаякиль Сити» луис забил свой первый гол за ЛДУ Кито. 23 июня он помог клубу завоевать Суперкубок Эквадора 2021, оформив «дубль» в полуфинале против «Дельфина». По окончании сезона 2021 Амарилья покинул ЛДУ Кито.
19 февраля 2022 года Амарилья вернулся в «Миннесоту Юнайтед», подписав двухлетний контракт по правилу назначенного игрока с опциями продления ещё на два года.
10 июня 2023 года Амарилья перешёл в клуб чемпионата Мексики «Масатлан».

## Международная карьера
В 2015 году в составе сборной Парагвая до 20 лет Амарилья принял участие в молодёжном чемпионате Южной Америки в Уругвае. На турнире он принял участие в матчах против команд Колумбии, Боливии, Аргентины и дважды Перу. В поединке против перуанцев Луис забил гол.
2 сентября 2021 года в отборочном матче чемпионата мира 2022 против сборной Эквадора Амарилья дебютировал за сборную Парагвая.

## Достижения
Командные
 «Либертад»
- Победитель парагвайской Примеры — клаусура 2014

 ЛДУ Кито
- Обладатель Суперкубка Эквадора — 2021

Индивидуальные
- Лучший бомбардир чемпионата Эквадора — 2019 (19 мячей)
- Член символической сборной чемпионата Эквадора — 2019